# Nuphar pumila
Nuphar pumila là một loài thực vật có hoa trong họ Nymphaeaceae. Loài này được (Timm) DC. miêu tả khoa học đầu tiên năm 1821.